# Cumbre del G-20 de Hamburgo
La Cumbre del G20 de Hamburgo de 2017 es la duodécima reunión del Grupo de los Veinte (G20) celebrada los días 7 y 8 de julio de 2017 en la ciudad de Hamburgo (Alemania).

## G20 - El Grupo de los Veinte
El Grupo de los 20 (numerónimo: G-20) es un foro de 19 países, más la Unión Europea, donde se reúnen regularmente, desde 1999, jefes de Estado (o Gobierno), gobernadores de bancos centrales y ministros de finanzas. Está constituido por siete de los países más industrializados —Alemania, Canadá, Estados Unidos, Francia, Italia, Japón y Reino Unido— (G-7), más Rusia (G-8), más once países recientemente industrializados de todas las regiones del mundo, y la Unión Europea como bloque económico. Además, cada año participan como invitados España, el país que ocupe la presidencia de la ASEAN, dos países africanos (el que preside la Unión Africana y un representante de la Nueva Alianza para el Desarrollo de África) y un país (a veces más de uno) invitado por la presidencia, por lo general de su propia región
Es un foro de cooperación y consultas entre los países en temas relacionados con el sistema financiero internacional. Estudia, revisa y promueve discusiones sobre temas relacionados con los países industrializados y las economías emergentes, con el objetivo de mantener la estabilidad financiera internacional, y de encargarse de temas que estén más allá del ámbito de acción de otras organizaciones de menor jerarquía.
Desde 2009, el G20 ha desplazado al G-8 y al G8+5 como foro de discusión de la economía mundial.

¿Qué es el G20?
El Grupo de los Veinte (G20) es el foro central para la cooperación internacional en cuestiones financieras y económicas. Los países del G-20 representan más de cuatro quintas partes del producto mundial bruto y tres cuartas partes del comercio mundial y son el hogar de casi dos tercios de la población mundial. Sus decisiones son influyentes y ayudan a llevar a cabo reformas a nivel nacional y multinacional.
G20

## Participantes

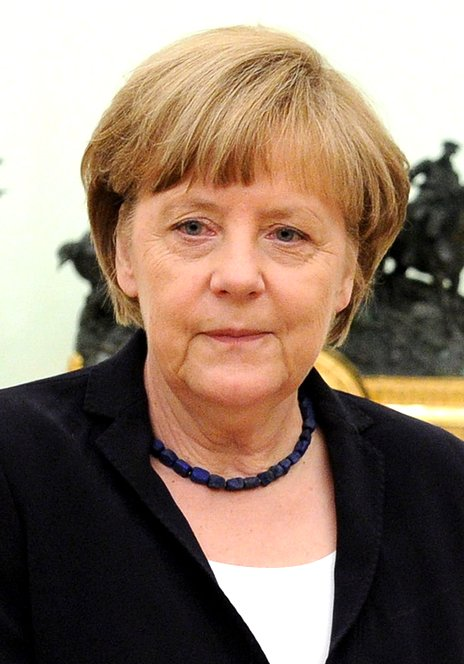
GER Angela Merkel, Canciller (anfitrión)
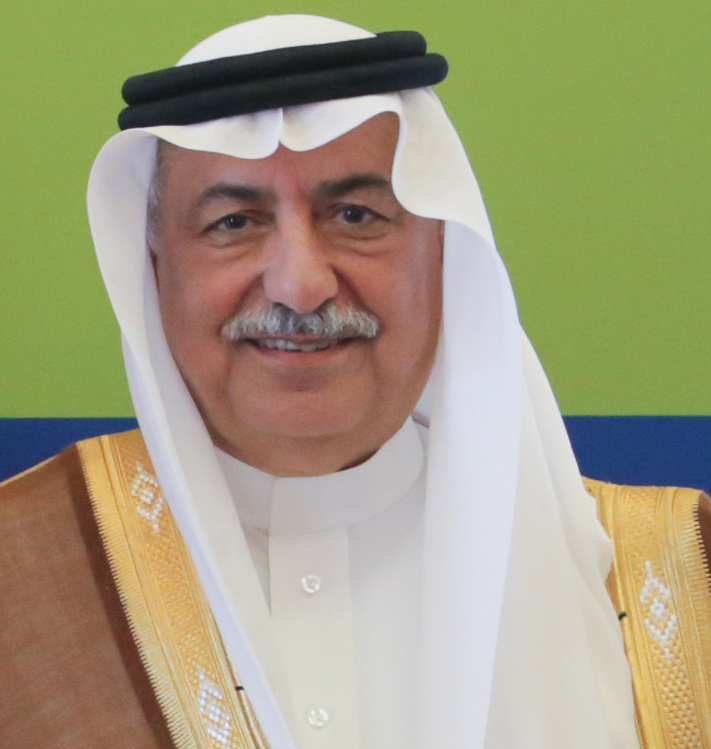
KSA Ibrahim Abdulaziz Al-Assaf, Ministro de Estado
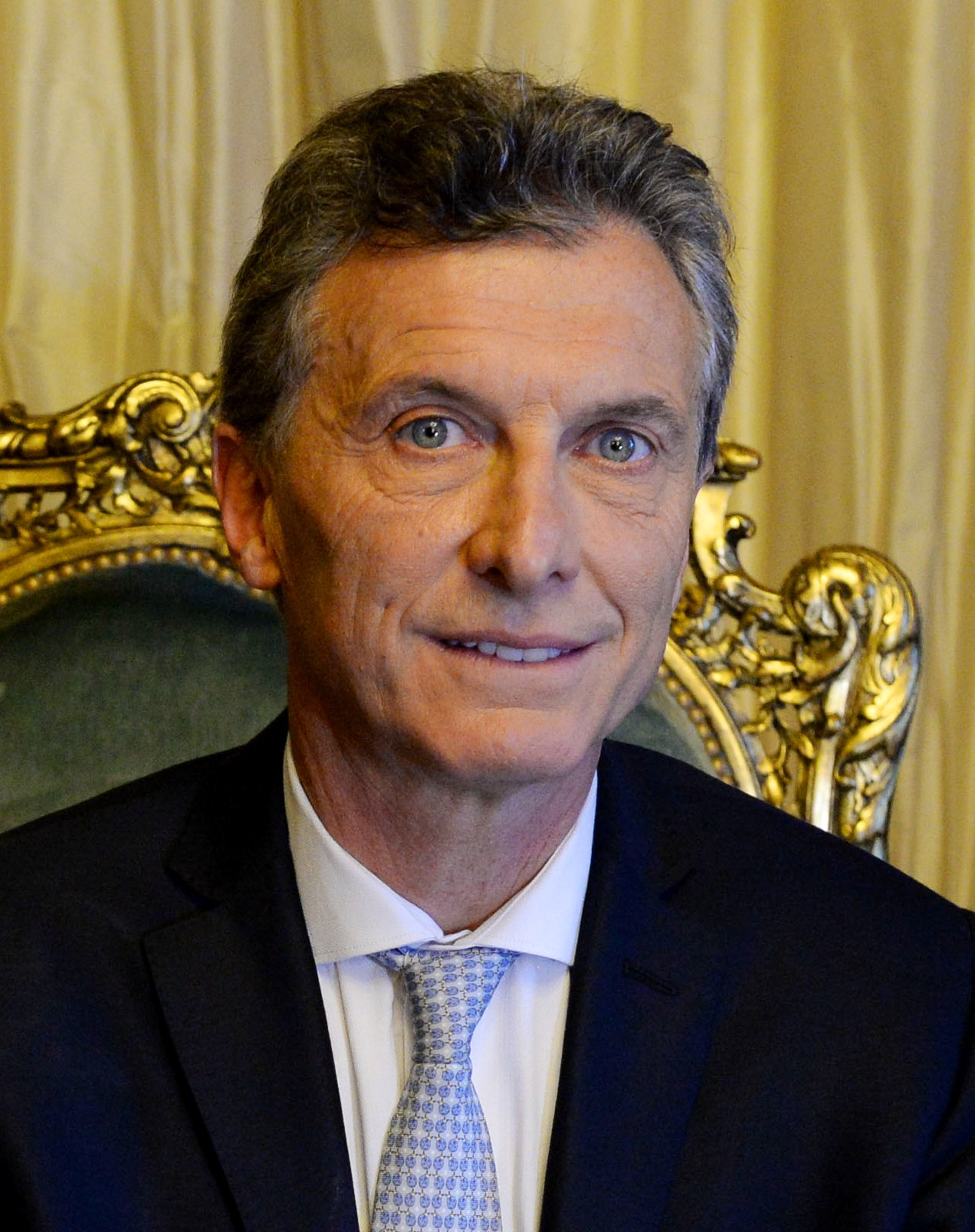
ARG Mauricio Macri, Presidente
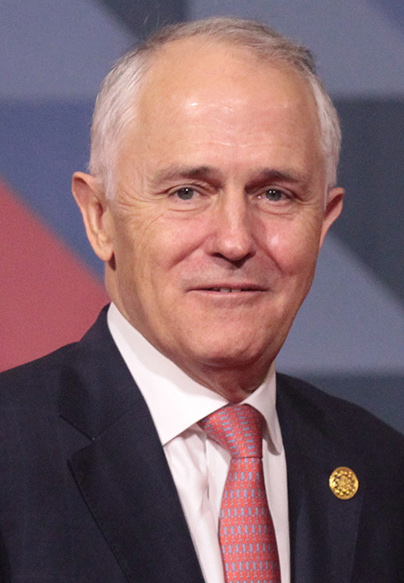
AUS Malcolm Turnbull, Primer Ministro
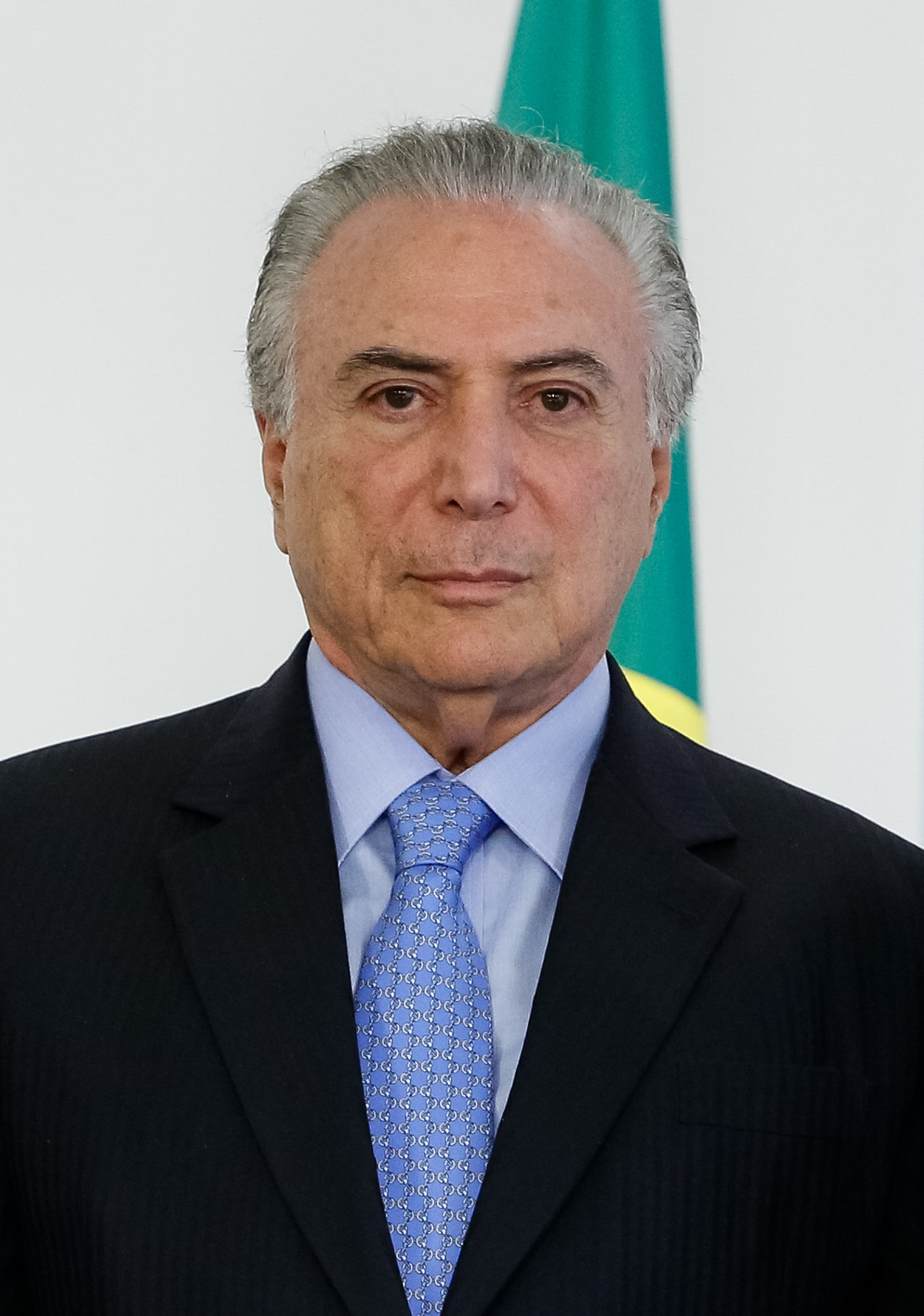
BRA Michel Temer, Presidente
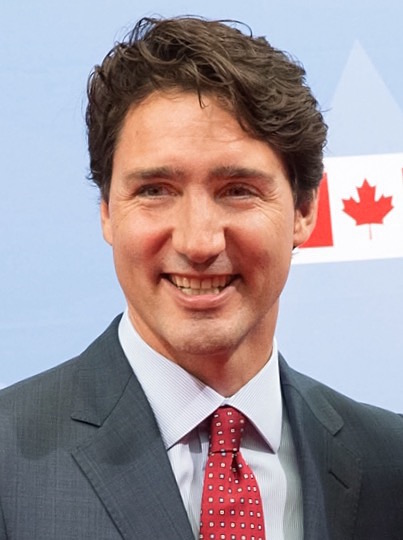
CAN Justin Trudeau, Primer Ministro
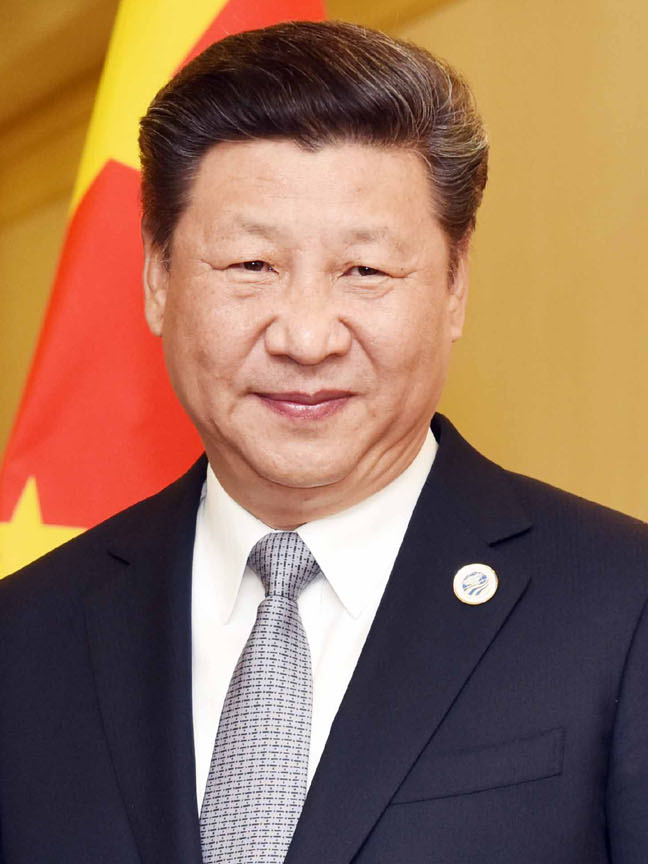
CHN Xi Jinping, Presidente
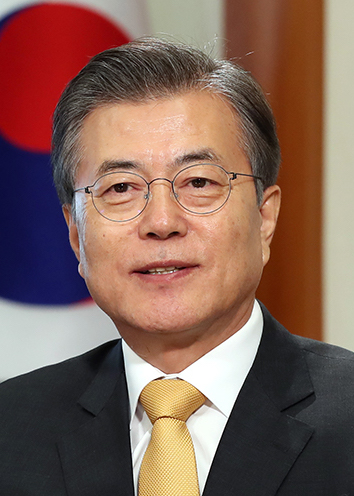
KOR Moon Jae-in, Presidente
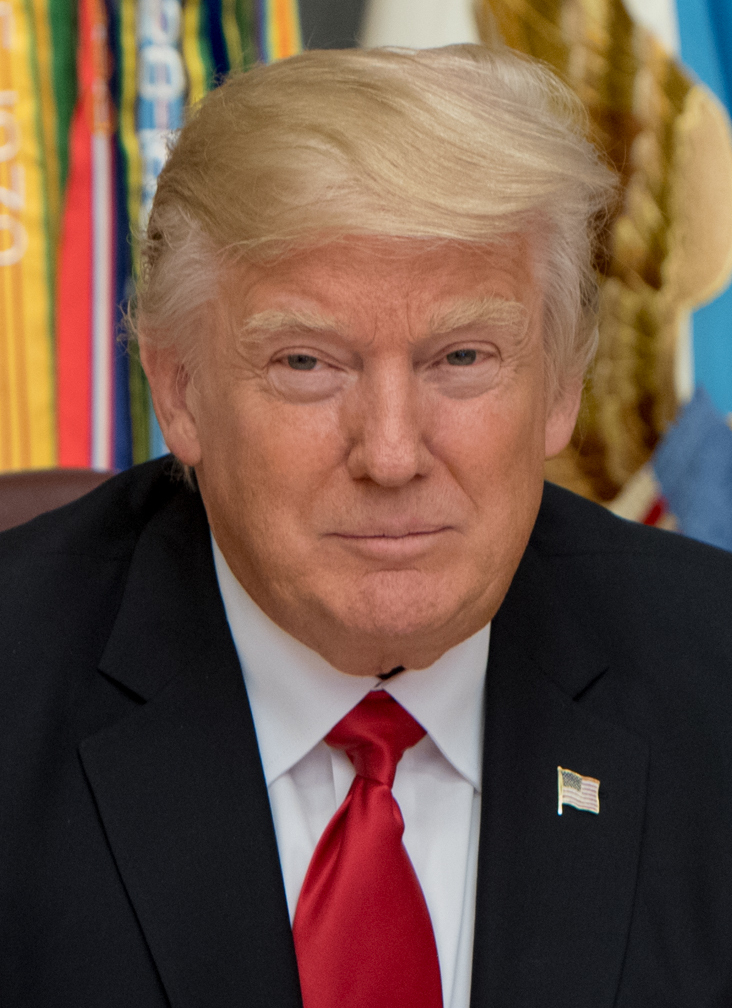
USA Donald Trump, Presidente
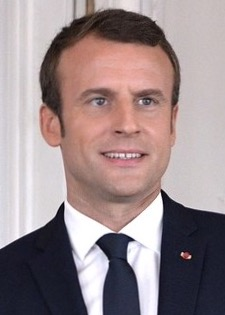
FRA Emmanuel Macron, Presidente
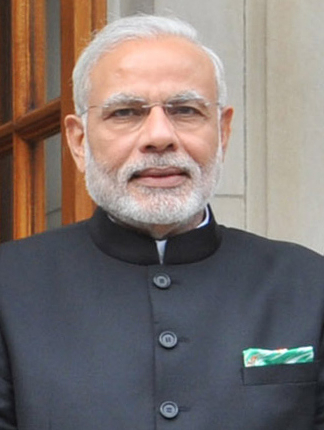
IND Narendra Modi, Primer Ministro
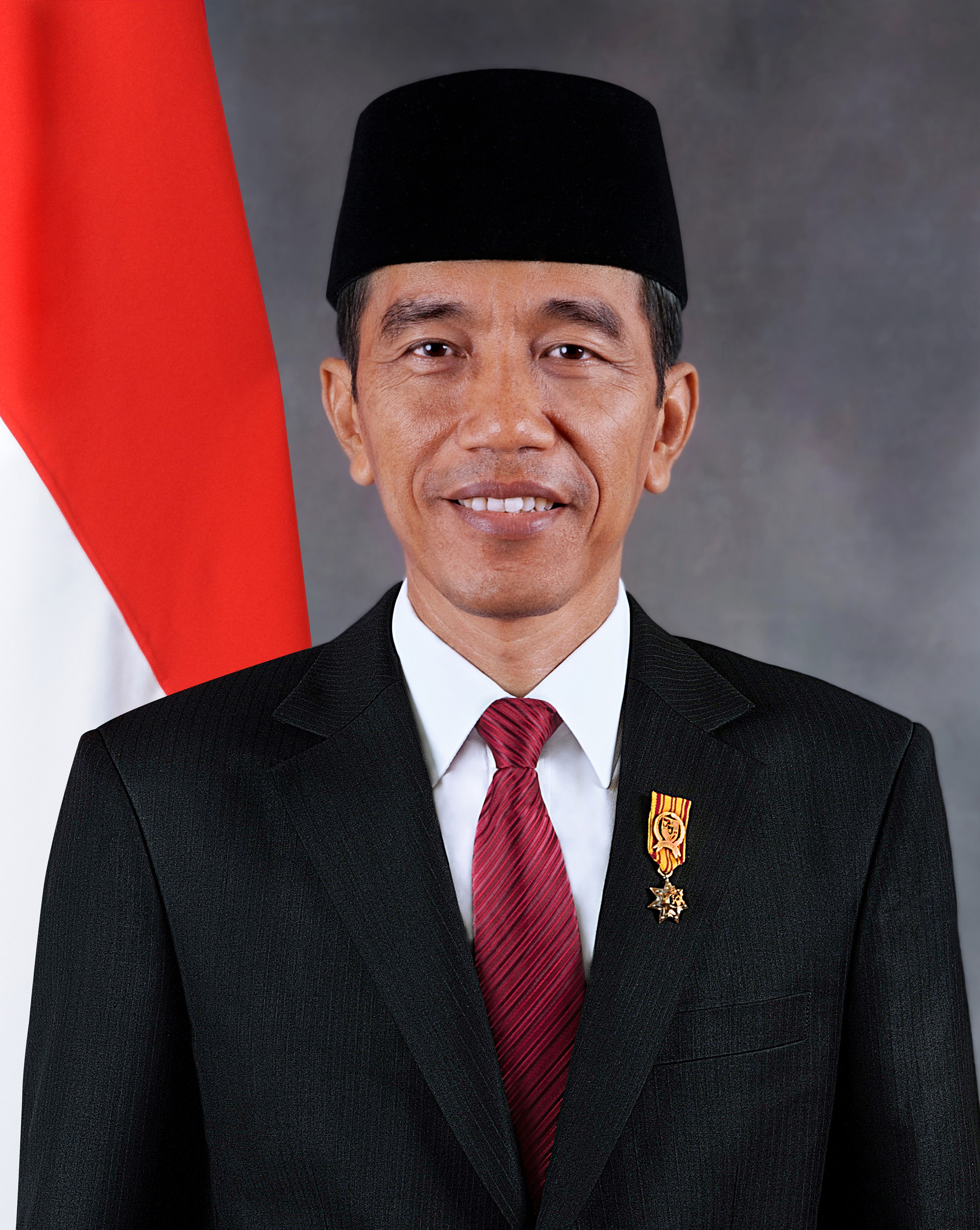
IDN Joko Widodo, Presidente
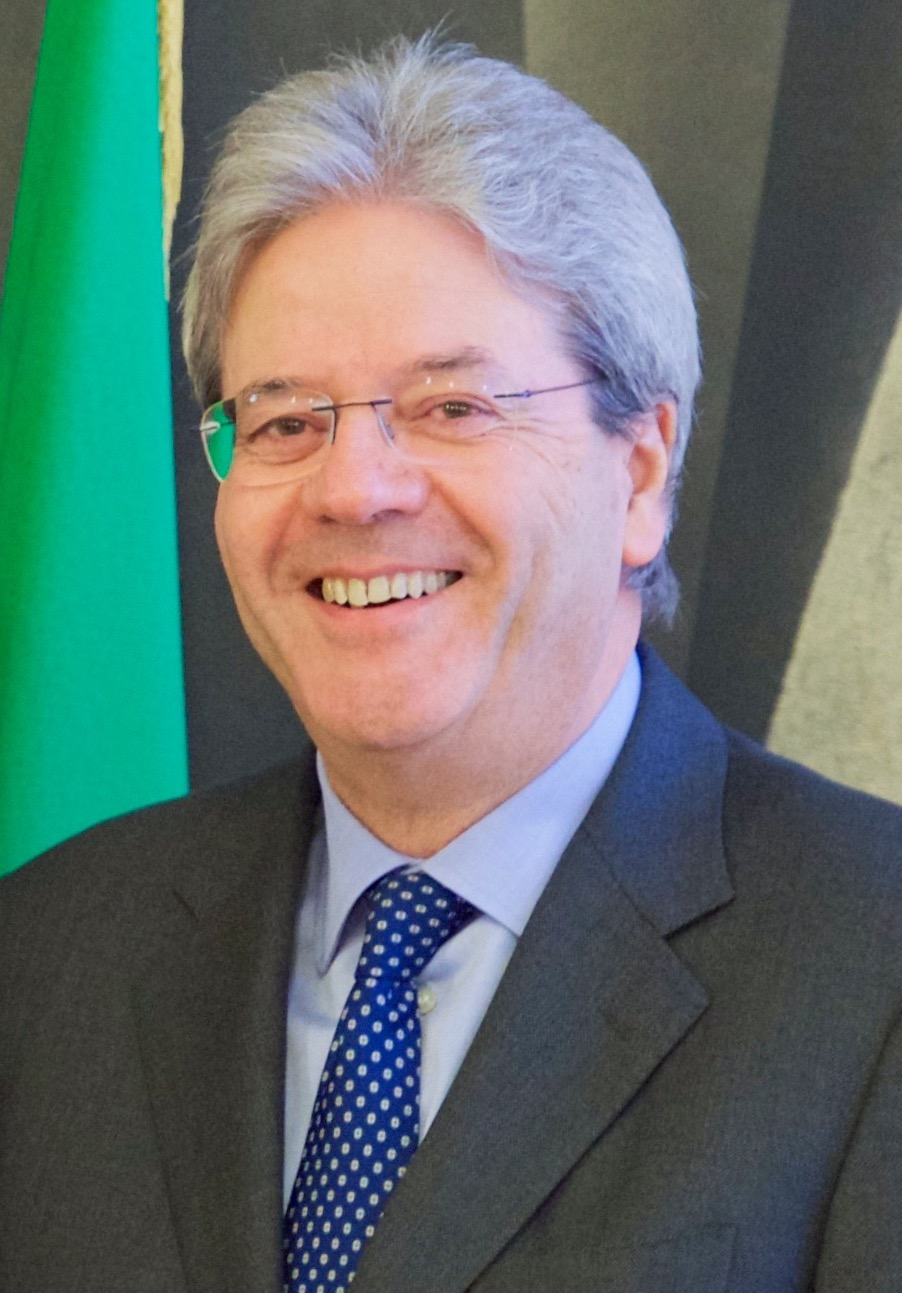
ITA Paolo Gentiloni, Primer Ministro
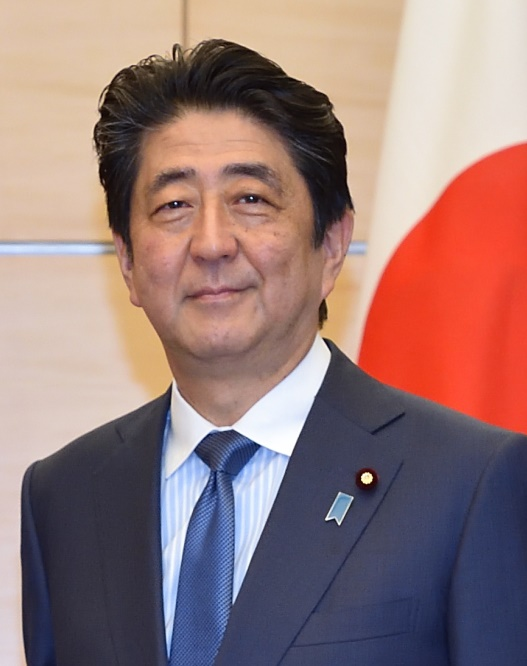
JPN Shinzō Abe, Primer Ministro
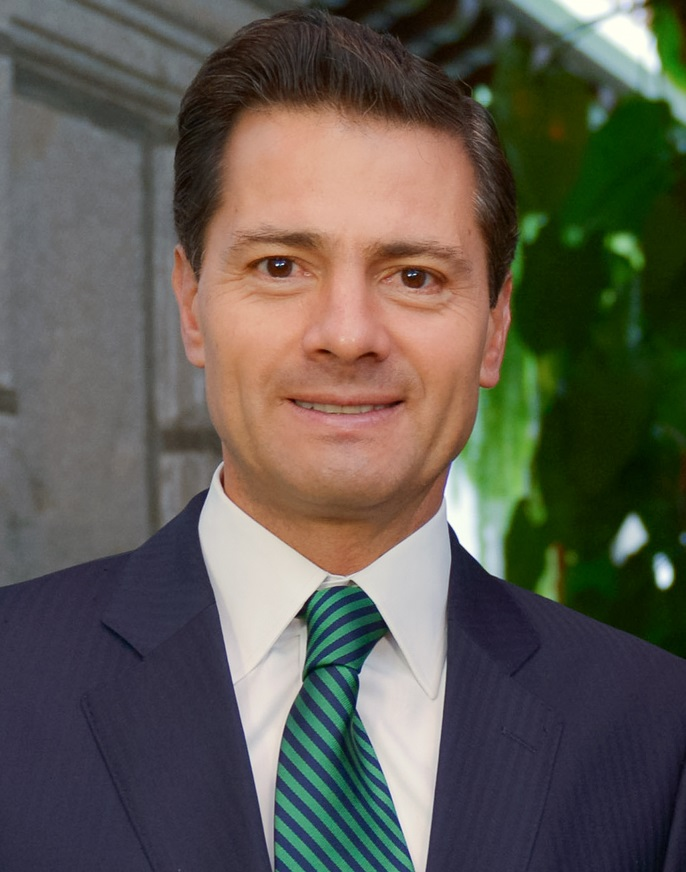
MEX Enrique Peña Nieto, Presidente
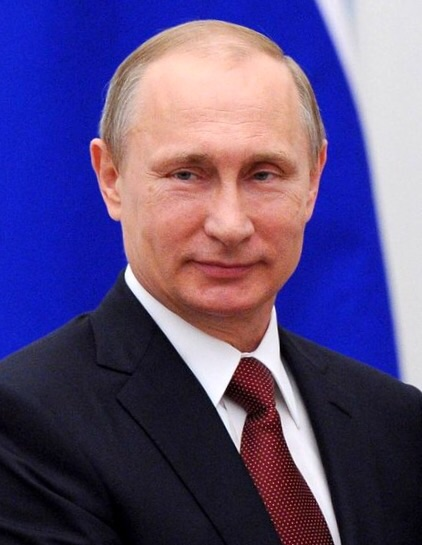
RUS Vladímir Putin, Presidente
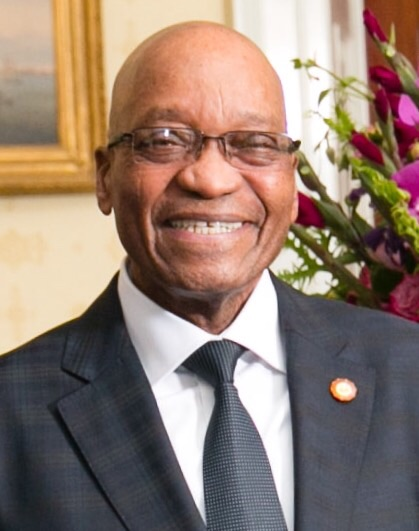
ZAF Jacob Zuma, Presidente
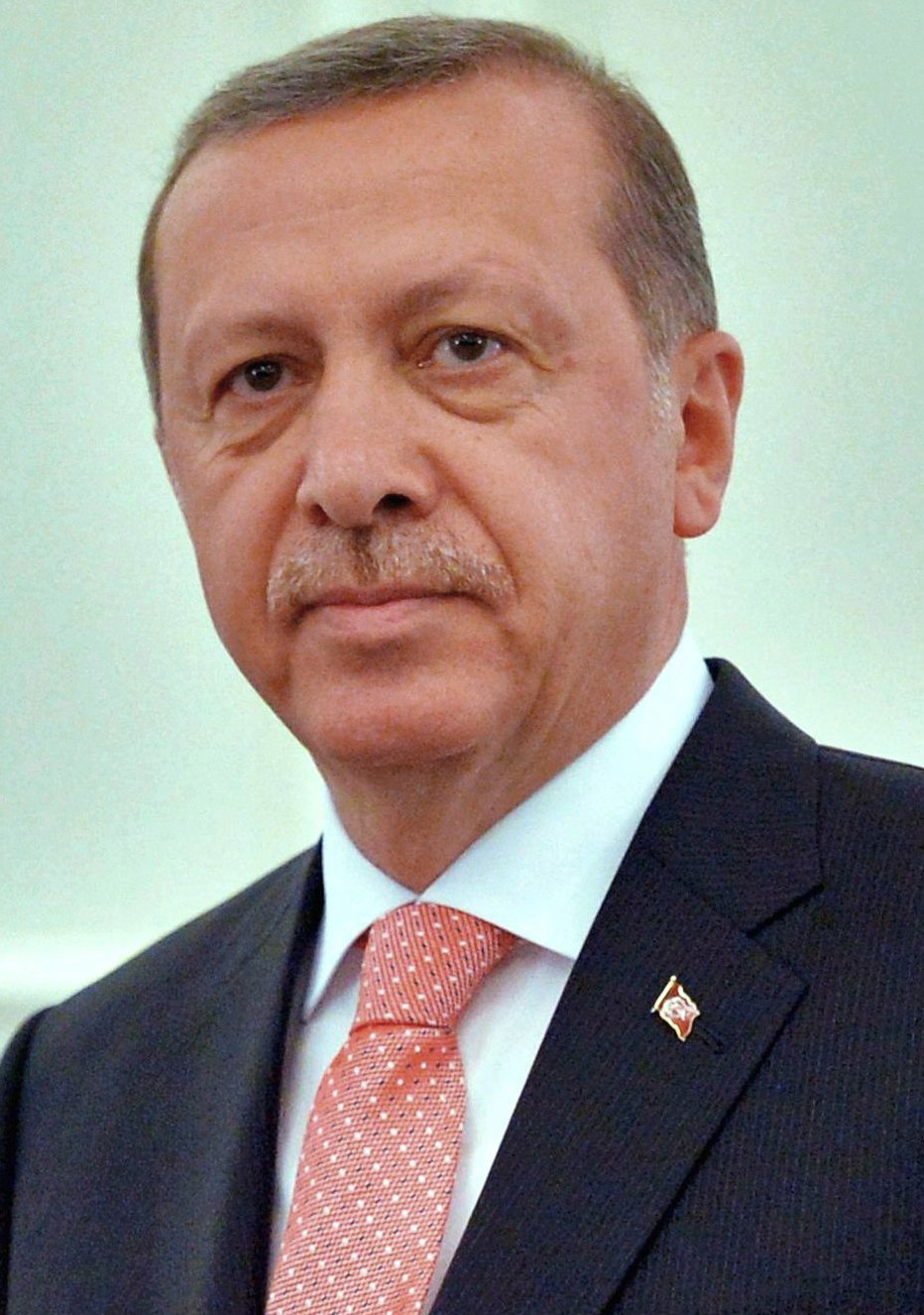
TUR Recep Tayyip Erdoğan, Presidente
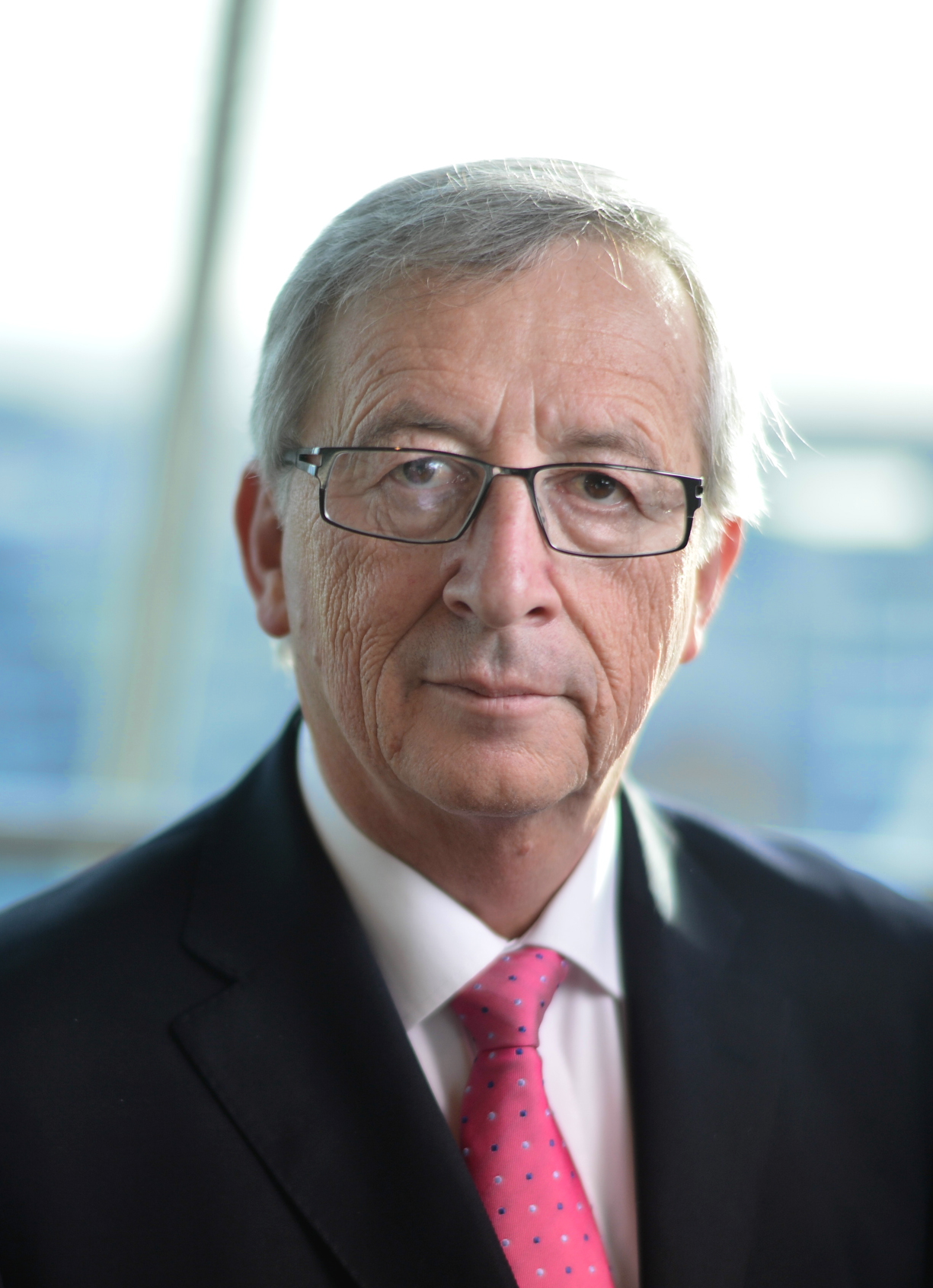
' Jean-Claude Juncker, Presidente de la Comisión Europea
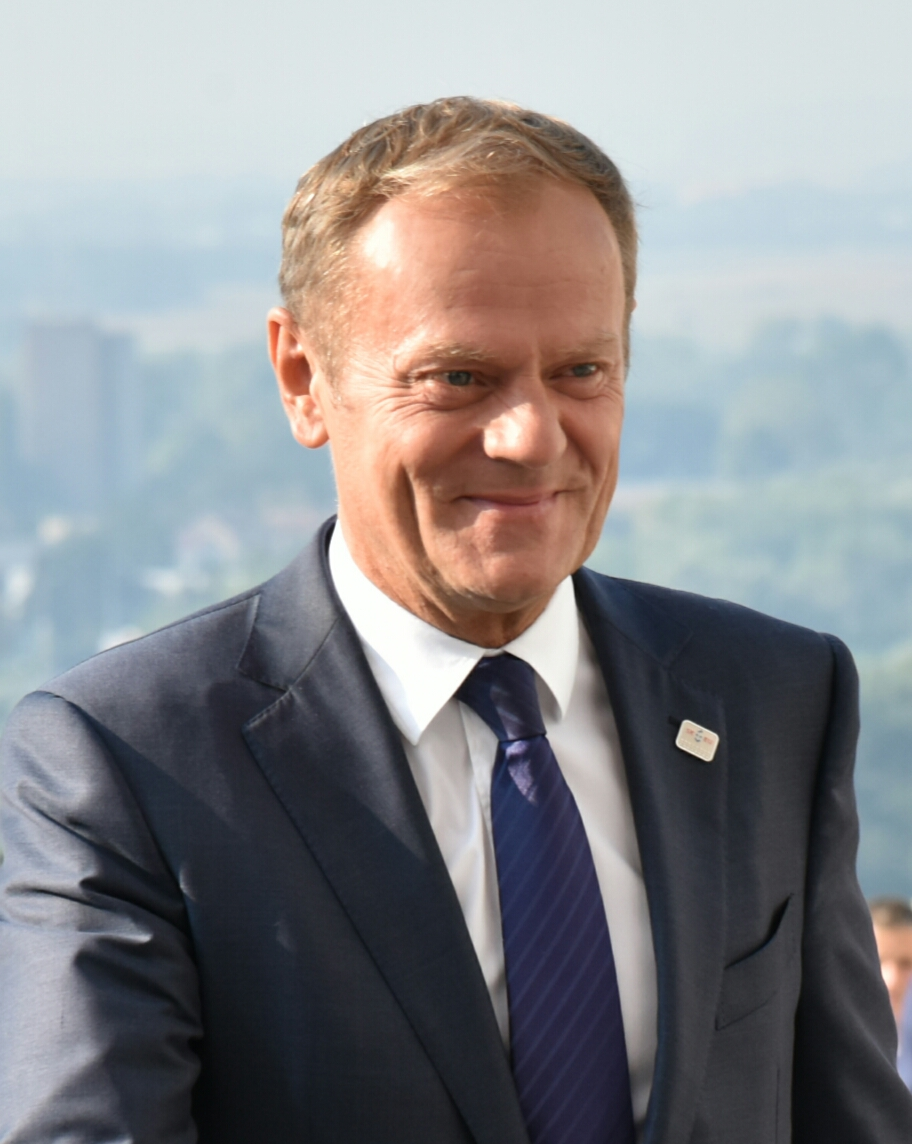
' Donald Tusk, Presidente del Consejo Europeo

- Alemania
Angela Merkel, Canciller (anfitrión)
- Arabia Saudita
Ibrahim Abdulaziz Al-Assaf, Ministro de Estado
- Argentina
Mauricio Macri, Presidente
- Australia
Malcolm Turnbull, Primer Ministro
- Brasil
Michel Temer, Presidente
- Canadá
Justin Trudeau, Primer Ministro
- China
Xi Jinping, Presidente
- Corea del Sur
Moon Jae-in, Presidente
- Estados Unidos
Donald Trump, Presidente
- Francia
Emmanuel Macron, Presidente
- India
Narendra Modi, Primer Ministro
- Indonesia
Joko Widodo, Presidente
- Italia
Paolo Gentiloni, Primer Ministro
- Japón
Shinzō Abe, Primer Ministro
- México
Enrique Peña Nieto, Presidente
- Rusia
Vladímir Putin, Presidente
- Sudáfrica
Jacob Zuma, Presidente
- Turquía
Recep Tayyip Erdoğan, Presidente
- Unión Europea
Jean-Claude Juncker, Presidente de la Comisión Europea
- Unión Europea
Donald Tusk, Presidente del Consejo Europeo

## Invitados

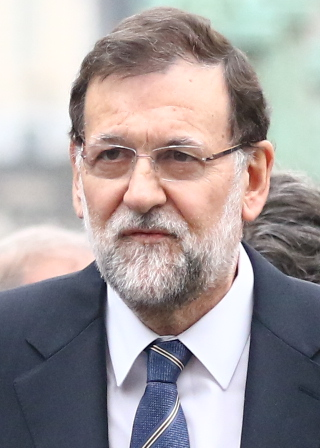
ESP Mariano Rajoy, Presidente, invitado permanente
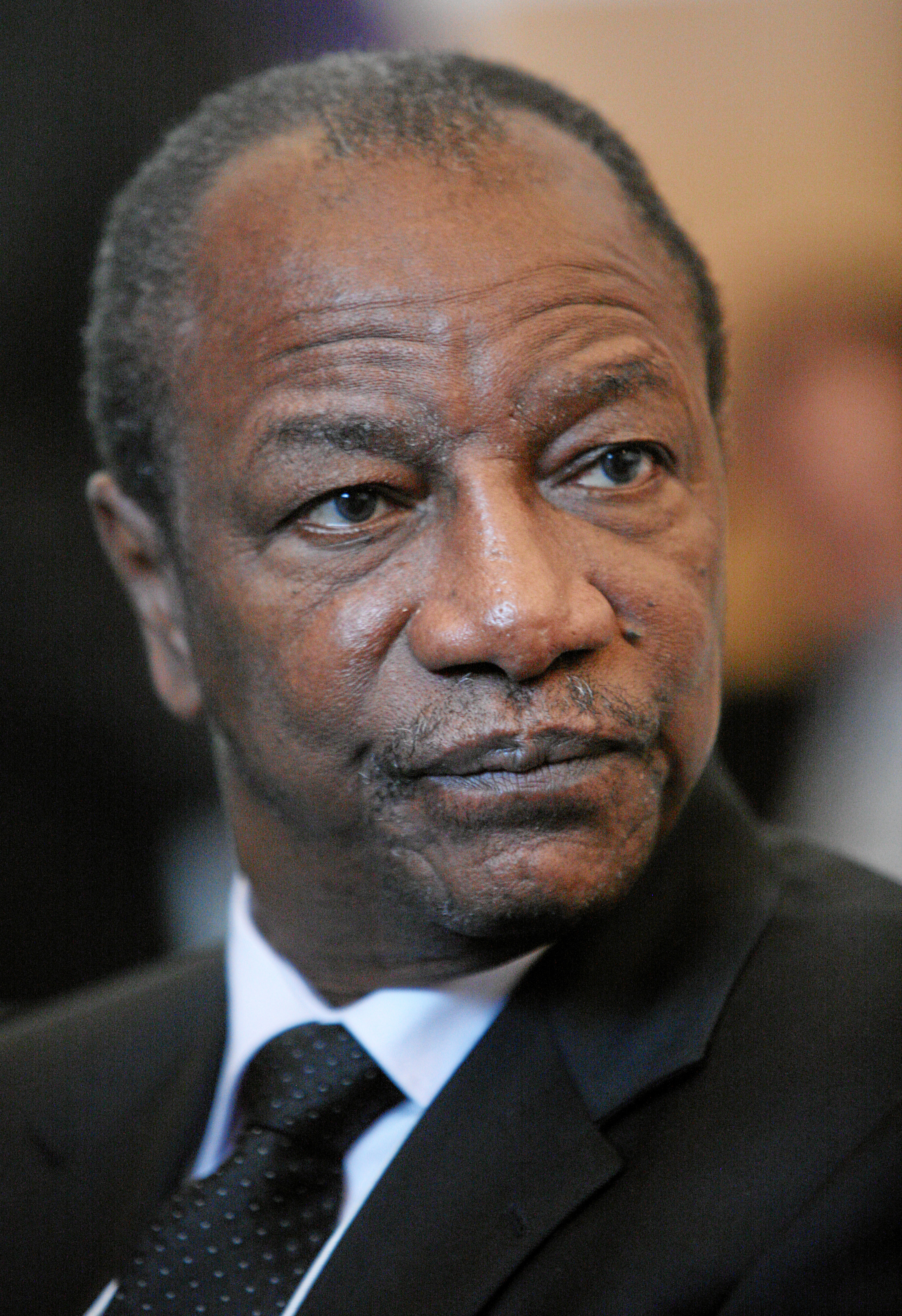
GIN Alpha Condé, Presidente, Presidente de la Unión Africana 2017
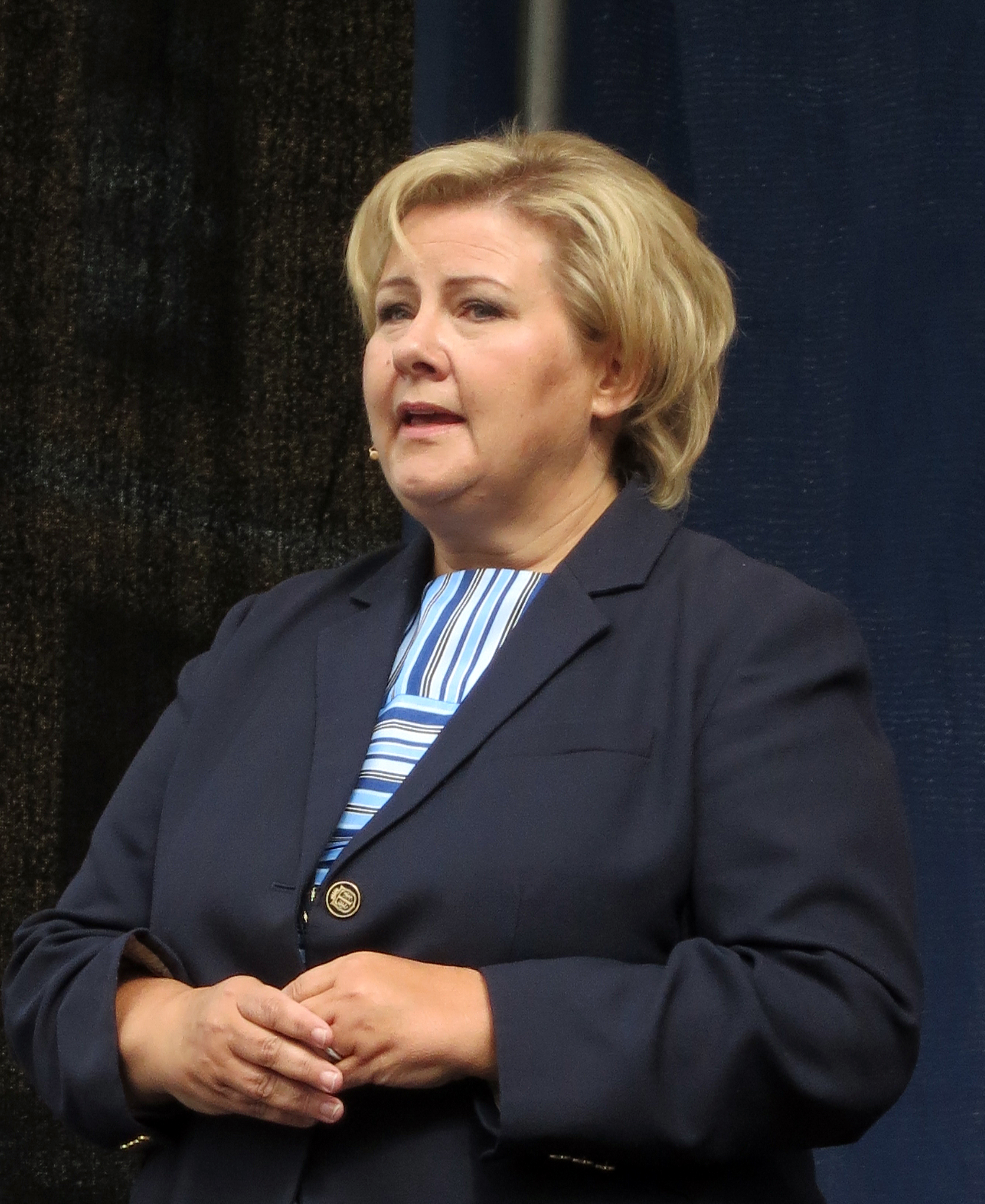
NOR Erna Solberg, Primera Ministra, invitada
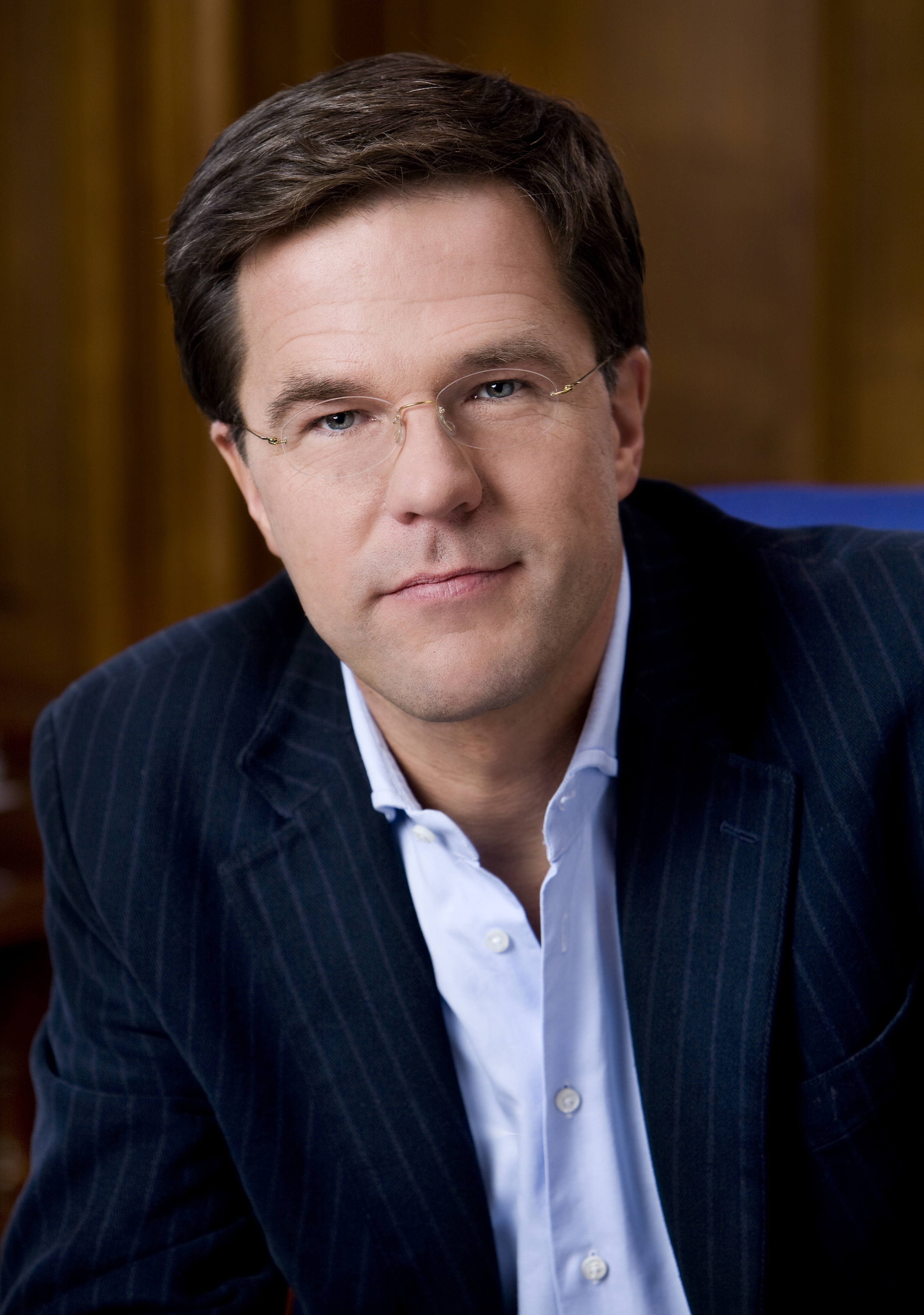
NLD Mark Rutte, Primer Ministro, invitado
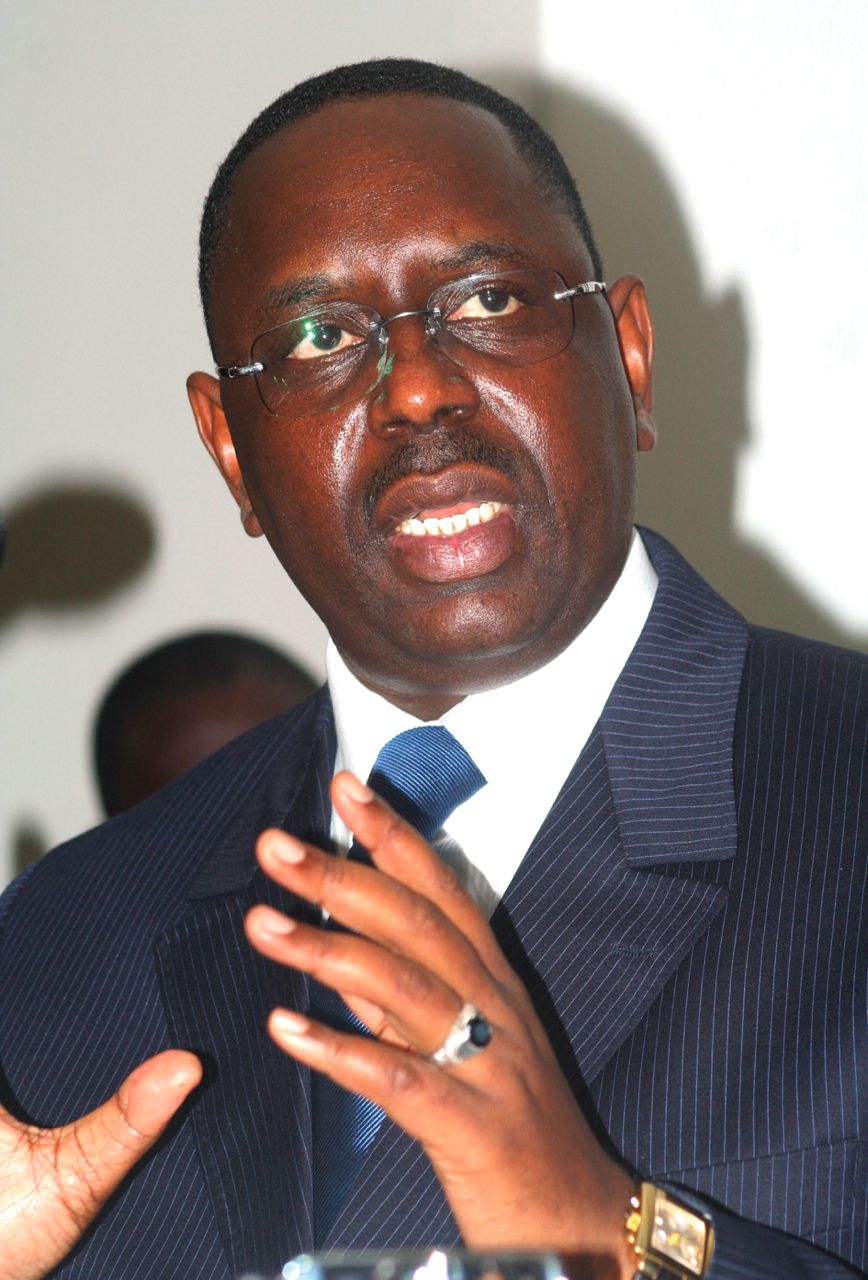
SEN Macky Sall, Presidente, Presidente de Nueva Asociación para el Desarrollo Económico de África
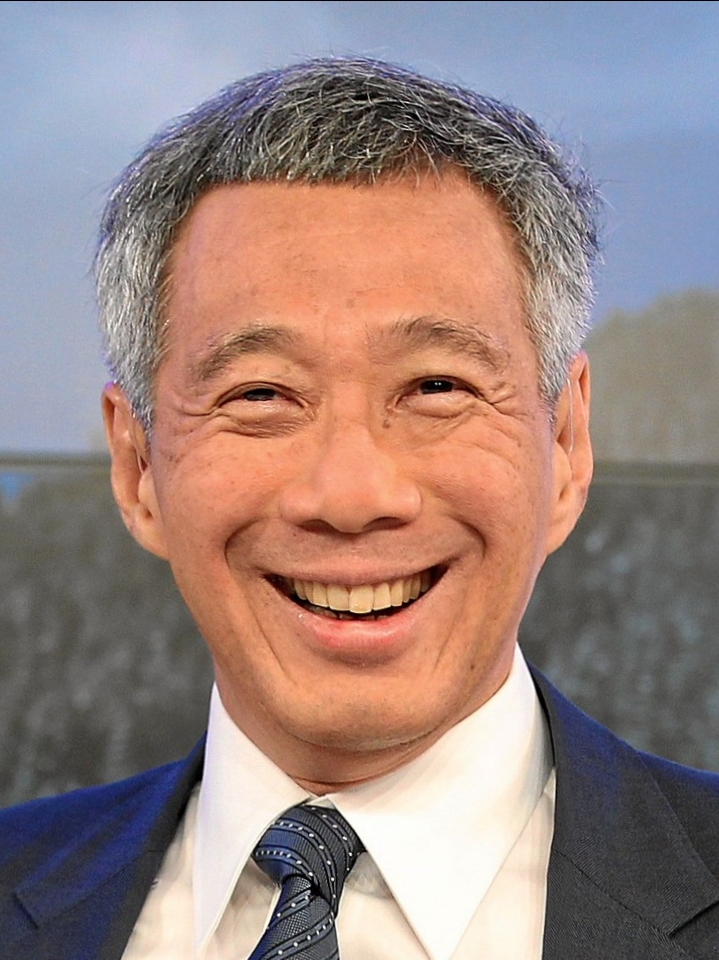
SGP Lee Hsien Loong, Primer Ministro, invitado
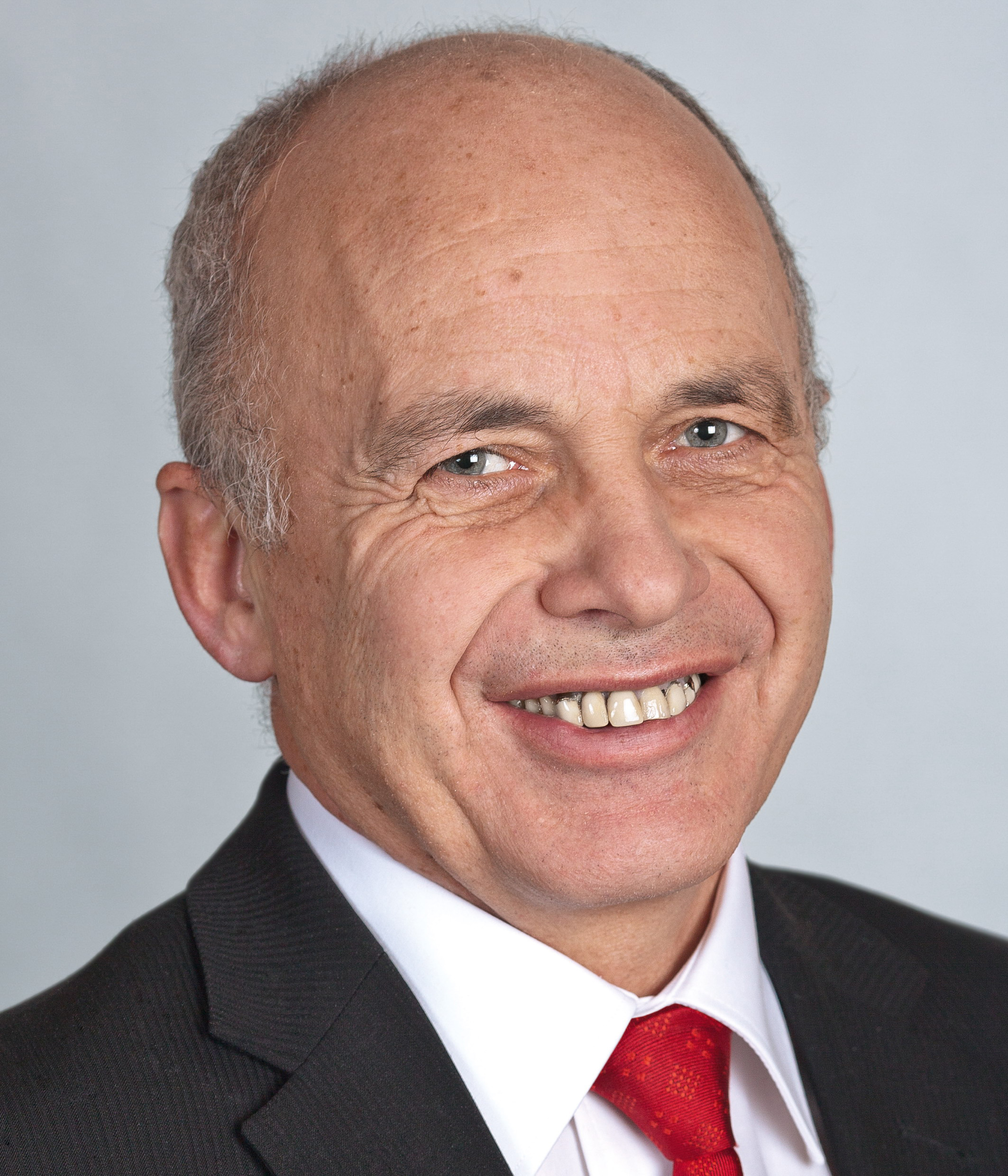
CHE Ueli Maurer, Miembro del Consejo Federal Suizo, Ministro de Finanzas, invitado
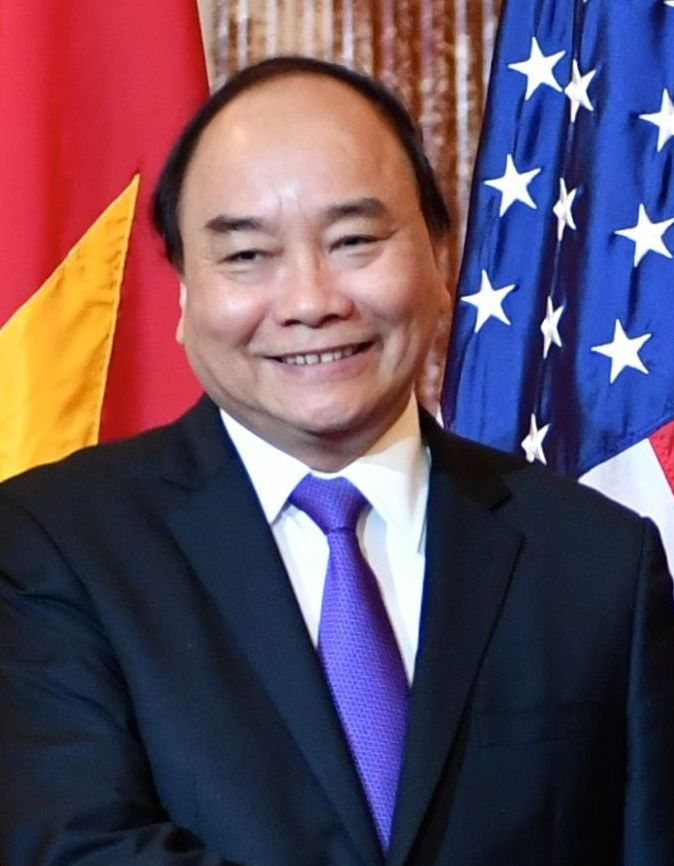
VNM Nguyễn Xuân Phúc, Primer Ministro, anfitrión del APEC 2017

- España
Mariano Rajoy, Presidente, invitado permanente
- Guinea
Alpha Condé, Presidente,  Presidente de la Unión Africana 2017
- Noruega
Erna Solberg, Primera Ministra, invitada
- Países Bajos
Mark Rutte, Primer Ministro, invitado
- Senegal
Macky Sall, Presidente, Presidente de Nueva Asociación para el Desarrollo Económico de África
- Singapur
Lee Hsien Loong, Primer Ministro, invitado
- Suiza
Ueli Maurer, Miembro del Consejo Federal Suizo, Ministro de Finanzas, invitado
- Vietnam
Nguyễn Xuân Phúc, Primer Ministro, anfitrión del APEC 2017

## Organizaciones Internacionales

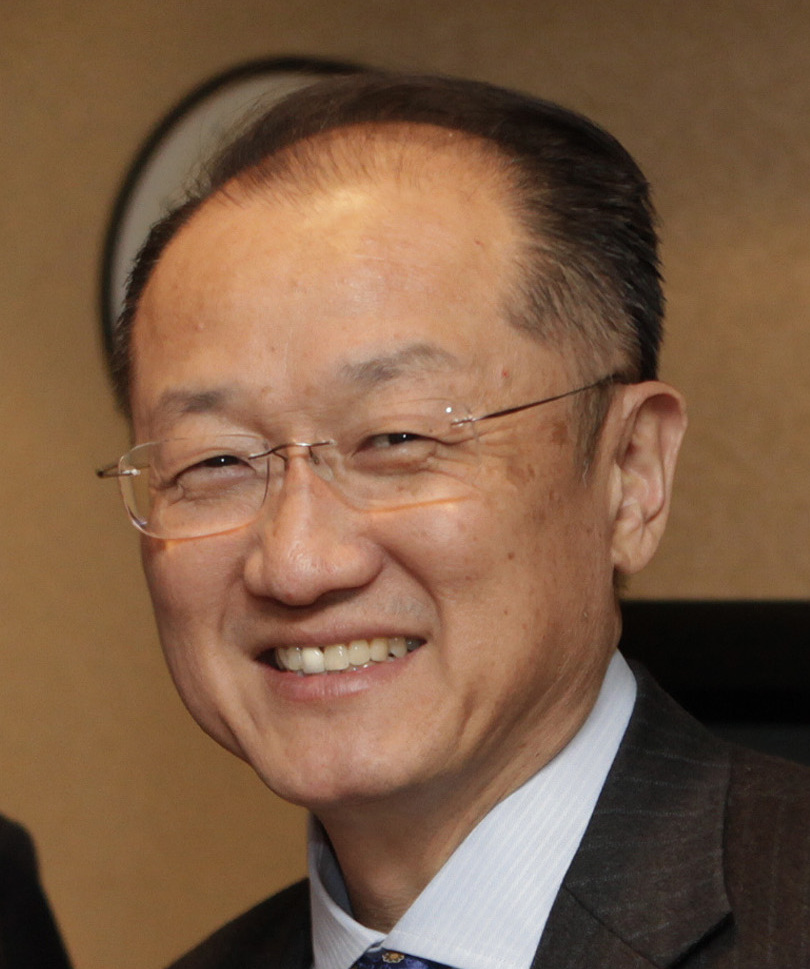
Banco Mundial Jim Yong Kim, Presidente
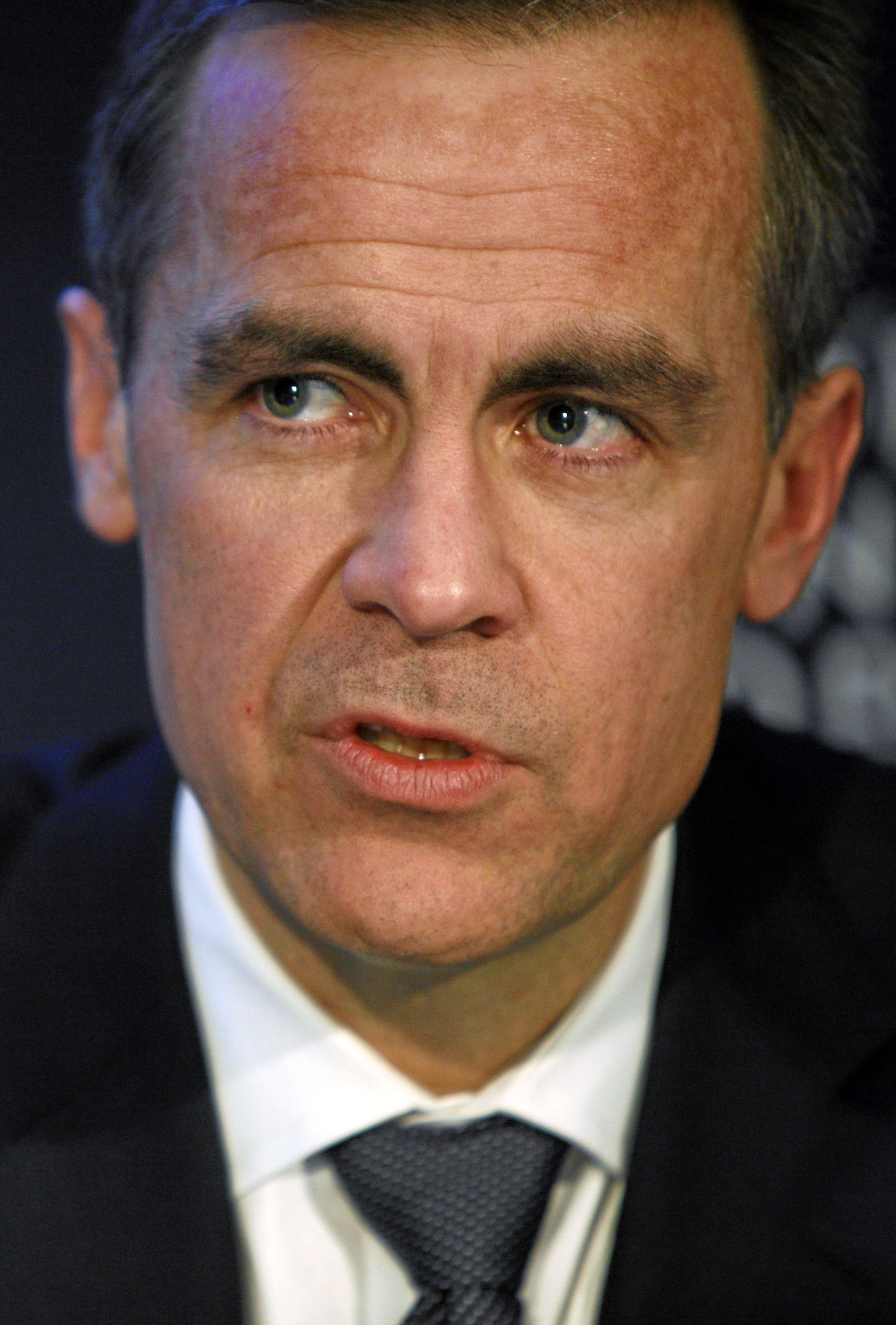
Consejo de Estabilidad Financiera (FSB) Mark Carney, Presidente
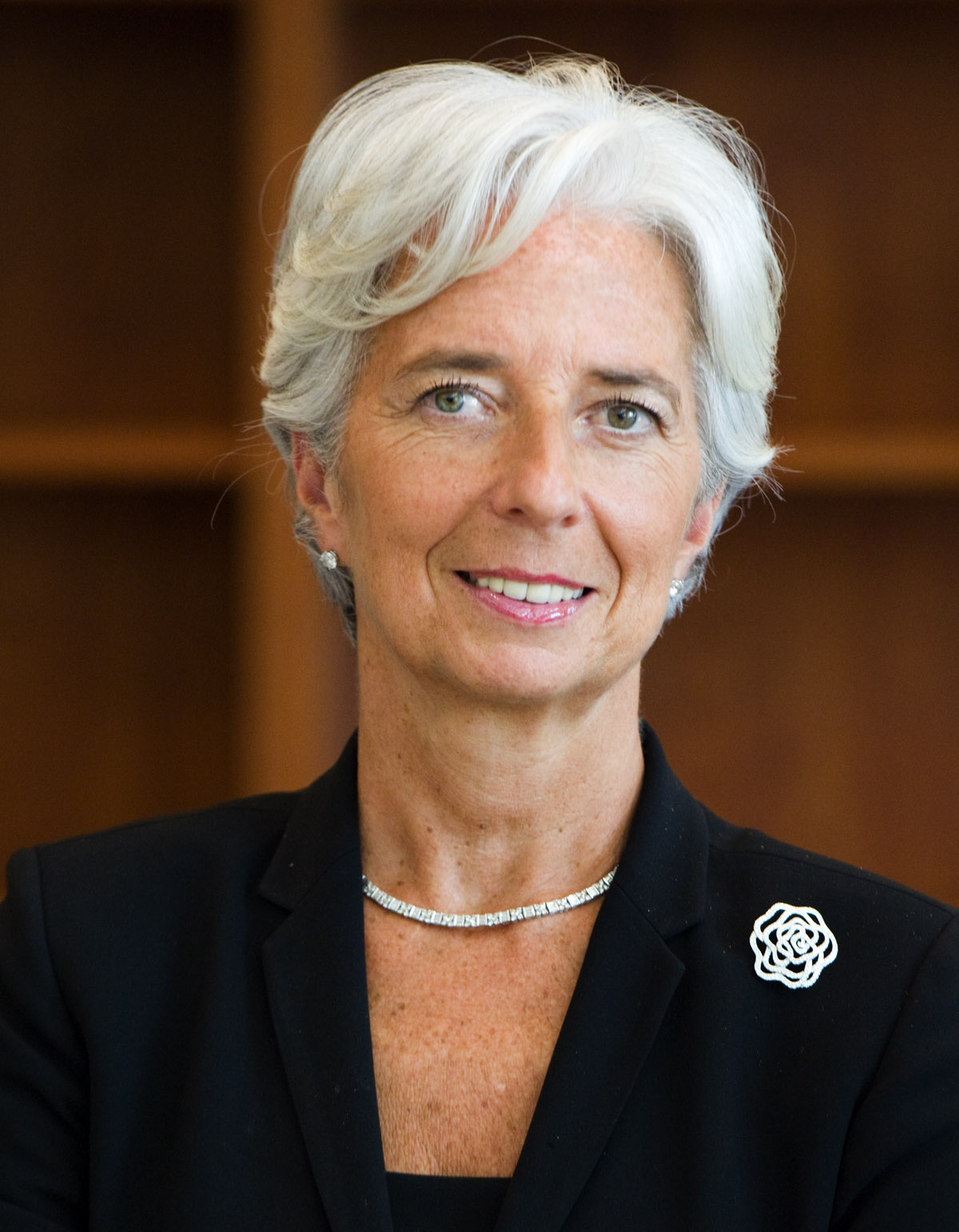
Fondo Monetario Internacional (FMI) Christine Lagarde, Directora Gerente
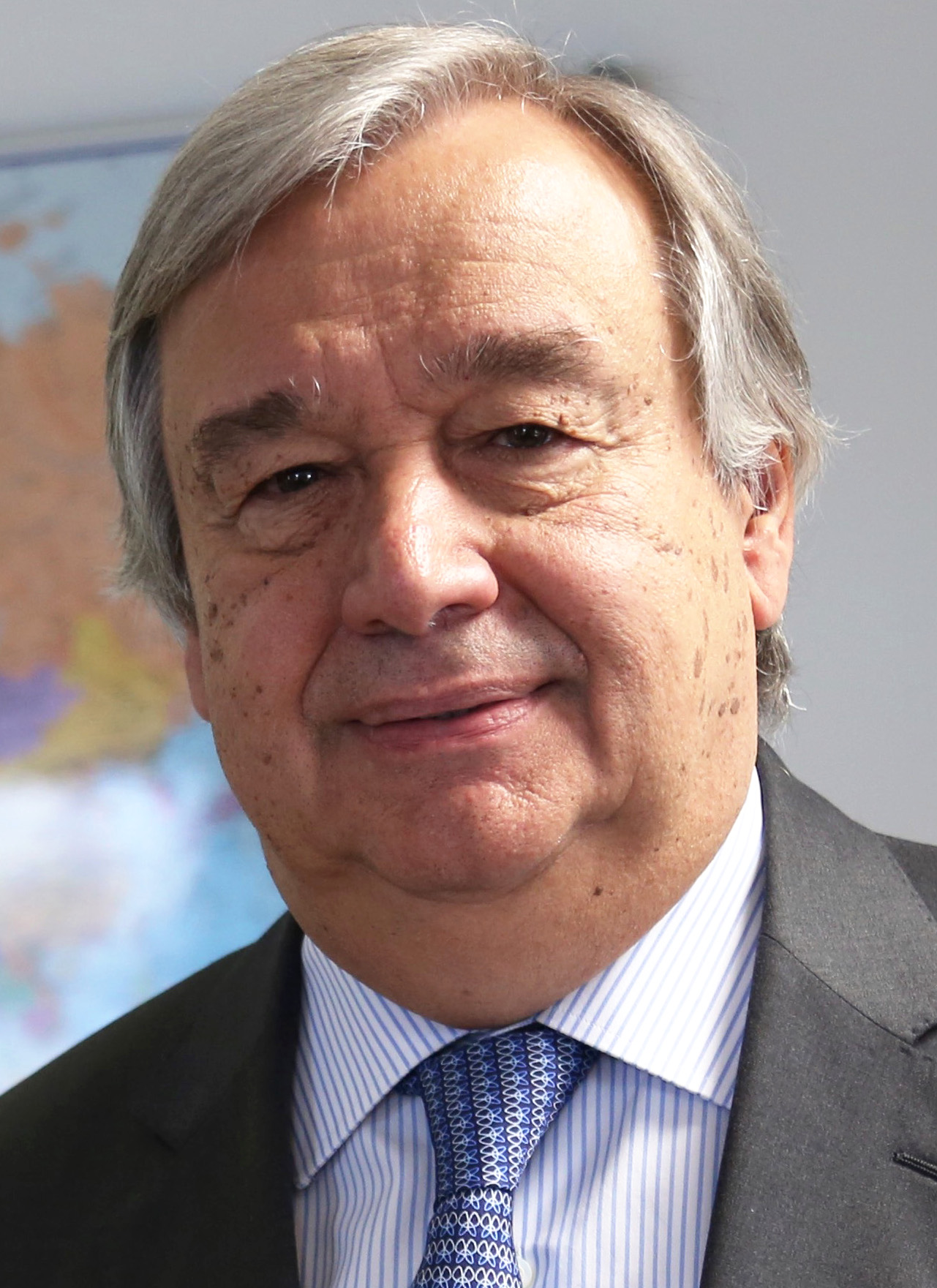
Naciones Unidas António Guterres, Secretario General
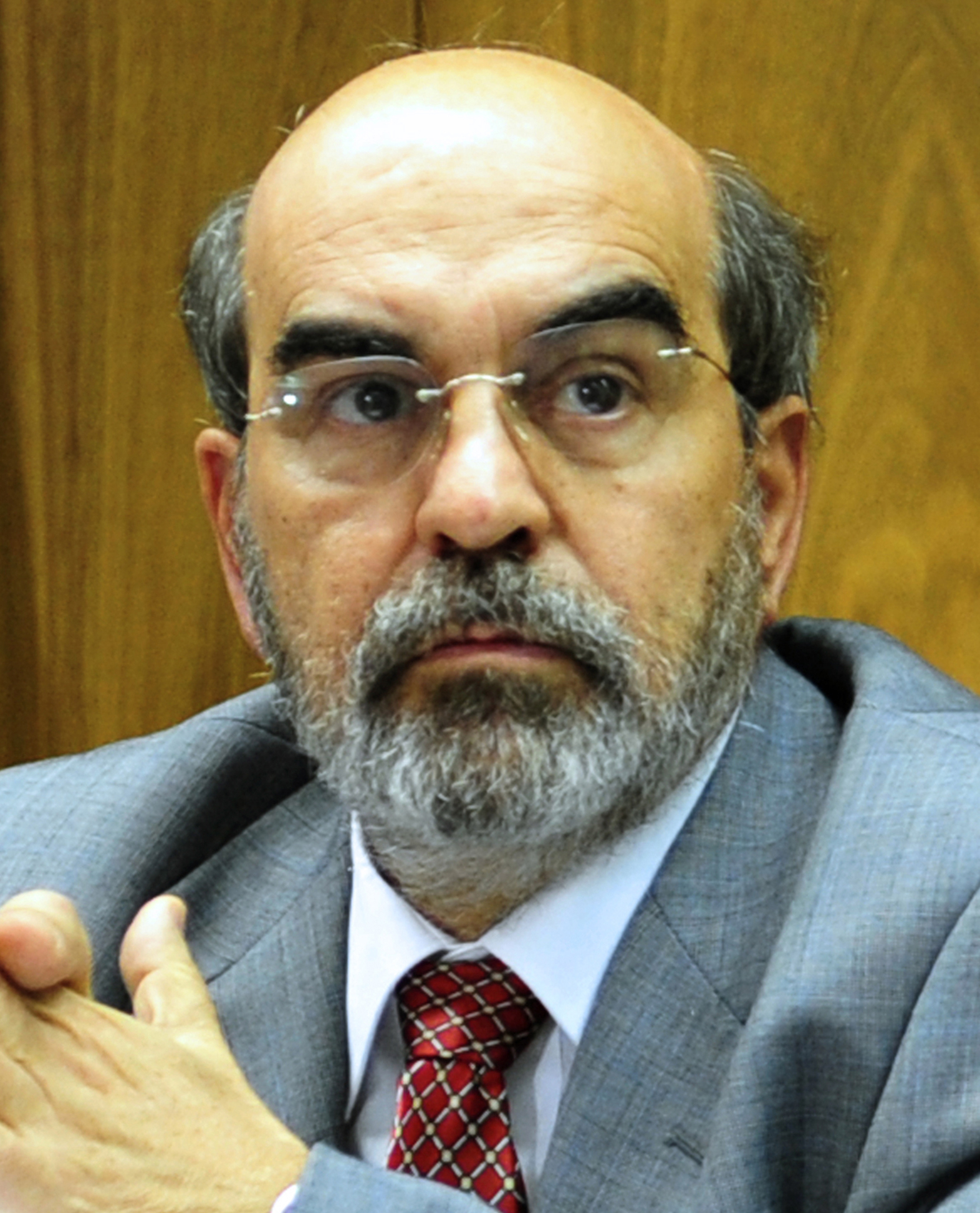
Organización de las Naciones Unidas para la Alimentación y la Agricultura (FAO) José Graziano da Silva, Director General
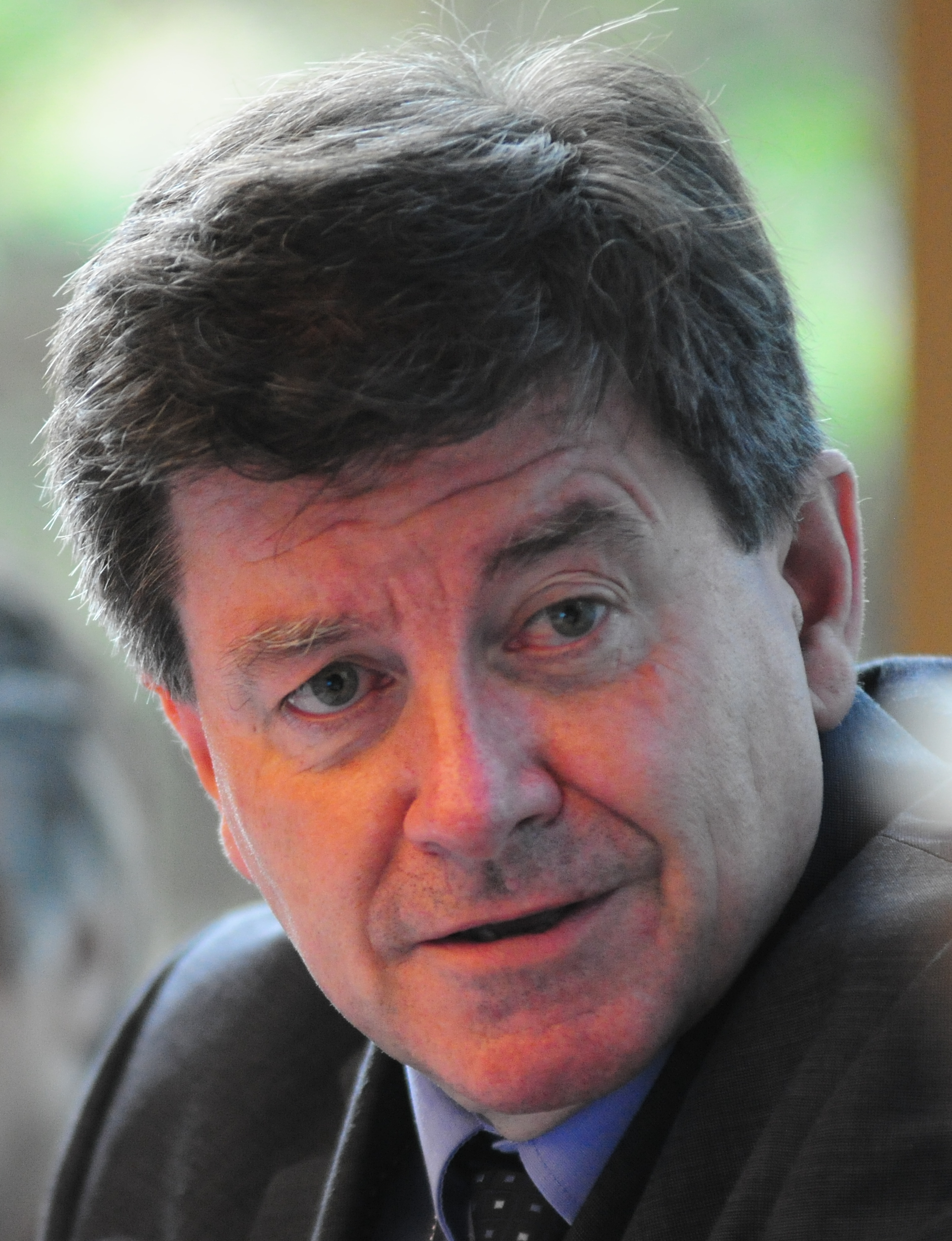
Organización Internacional del Trabajo (OIT) Guy Ryder, Director General
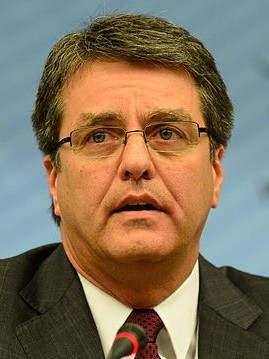
Organización Mundial de Comercio (OMC) Roberto Azevêdo, Director General
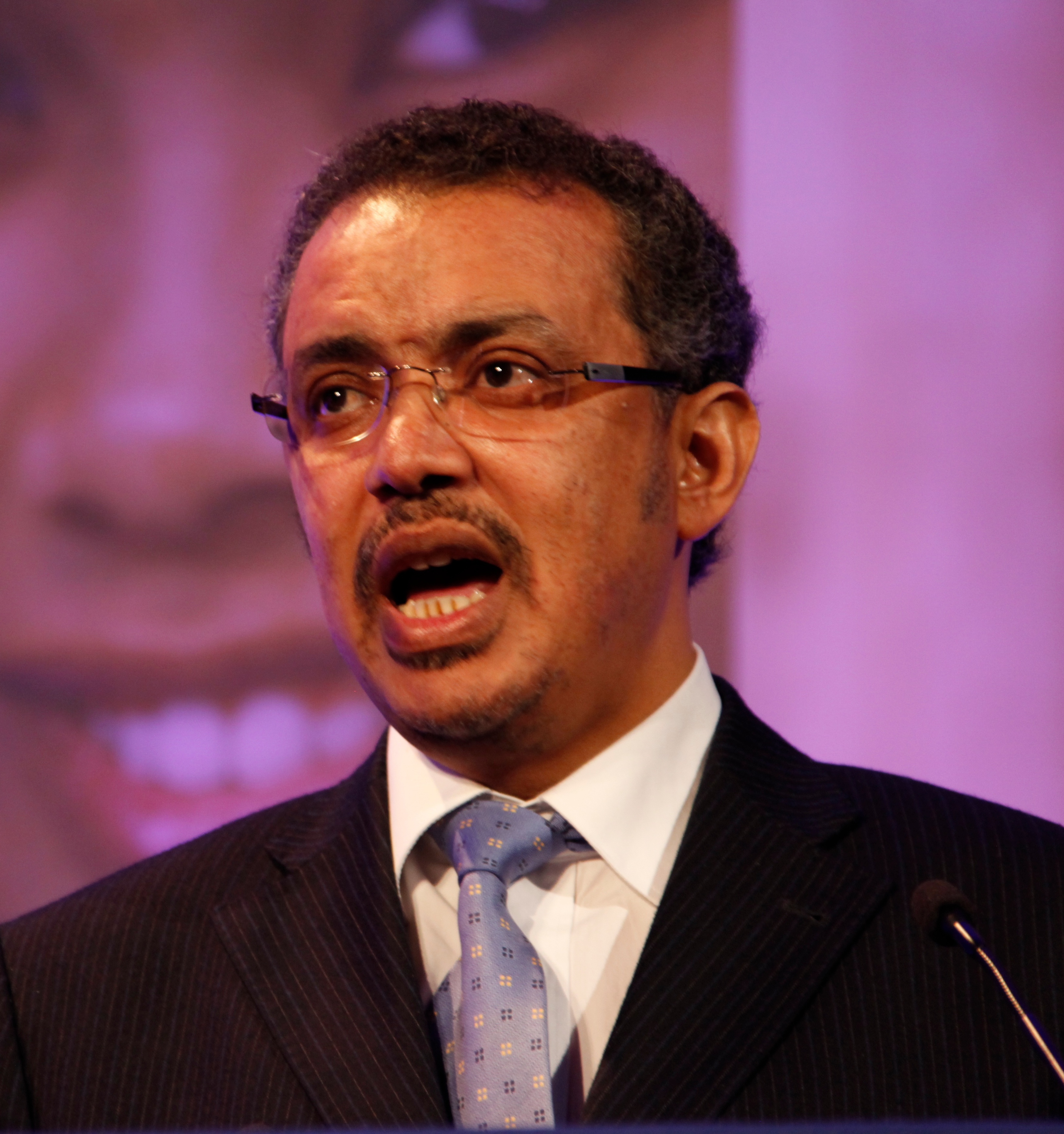
Organización Mundial de la Salud (OMS) Tedros Adhanom, Director General
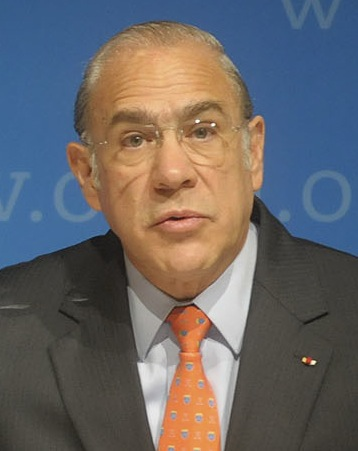
Organización para la Cooperación y el Desarrollo Económicos (OCDE) José Ángel Gurría, Secretario General

## Prioridades de la Cumbre del G20 de 2017

Logo de la Cumbre.

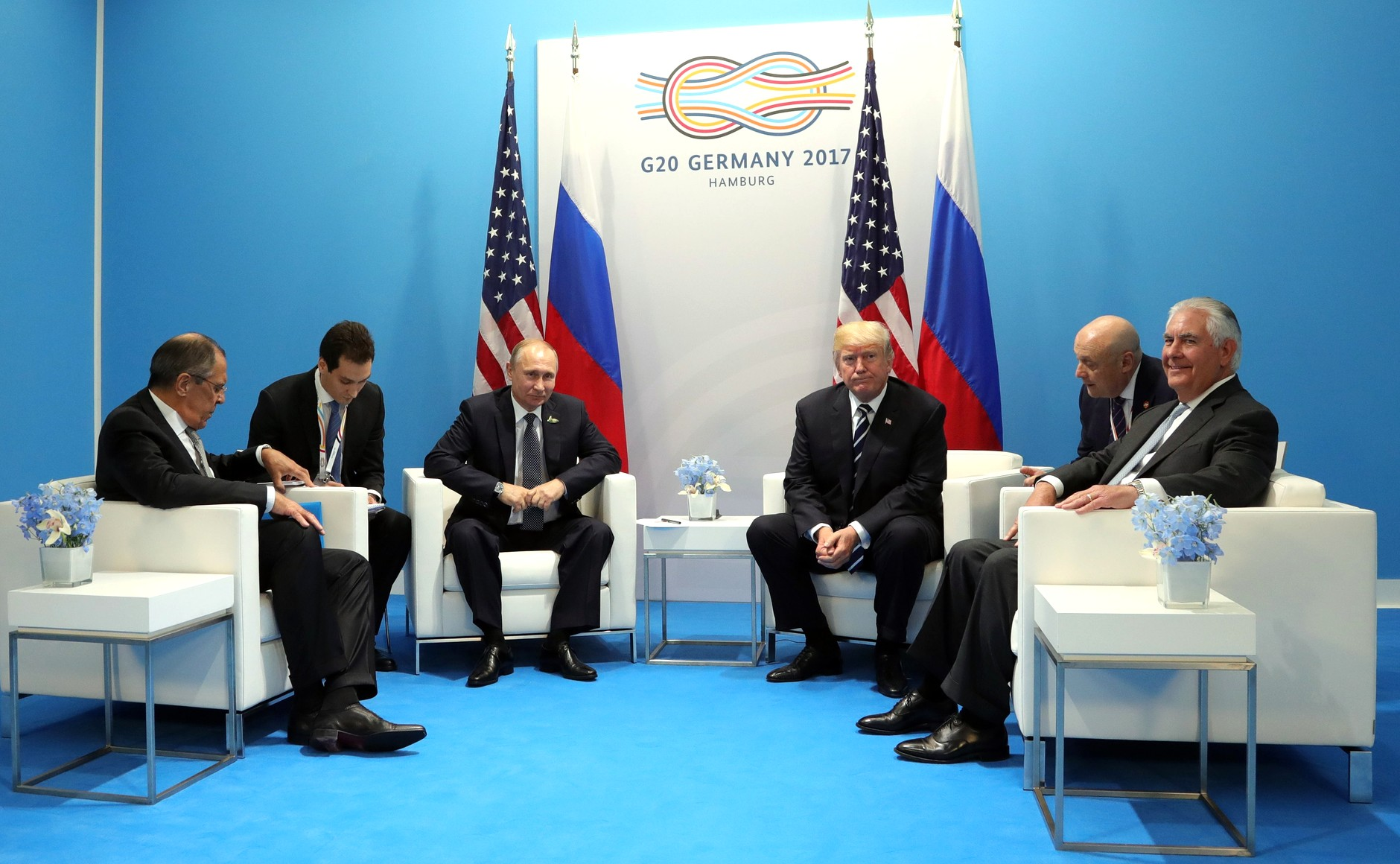
Presidente estadounidense Donald Trump, Presidente ruso Vladímir Putin, Rex Tillerson y Serguéi Lavrov en la Cumbre del G20 en Hamburgo, 7 de julio de 2017

La agenda perseguirá tres objetivos: Construir Resiliencia - Mejora de la Sostenibilidad - Asumir la Responsabilidad.

### Construir Resiliencia
- Fortalecimiento de la resiliencia económica
- Fortalecimiento de la arquitectura financiera internacional
- Desarrollo de los mercados financieros
- Haciendo los impuestos justos y confiables a nivel internacional
- Profundización de la cooperación en materia de comercio e inversión
- Mejorar el empleo

### Mejora de la Sostenibilidad
- Protección del clima y promoción del suministro sostenible de energía
- Hacer progresos en la implementación de la Agenda 2030
- Aprovechar las oportunidades de la tecnología digital
- Promoción de la salud
- Empoderamiento de las mujeres

### Asumir la Responsabilidad
- Abordar el desplazamiento y la migración
- Intensificación de la asociación con África
- Lucha contra el financiamiento del terrorismo y el lavado de dinero
- Lucha contra la corrupción
- Mejorar la seguridad alimentaria